# Conférence géographique de Bruxelles
Pour les articles homonymes, voir Convention de Bruxelles.

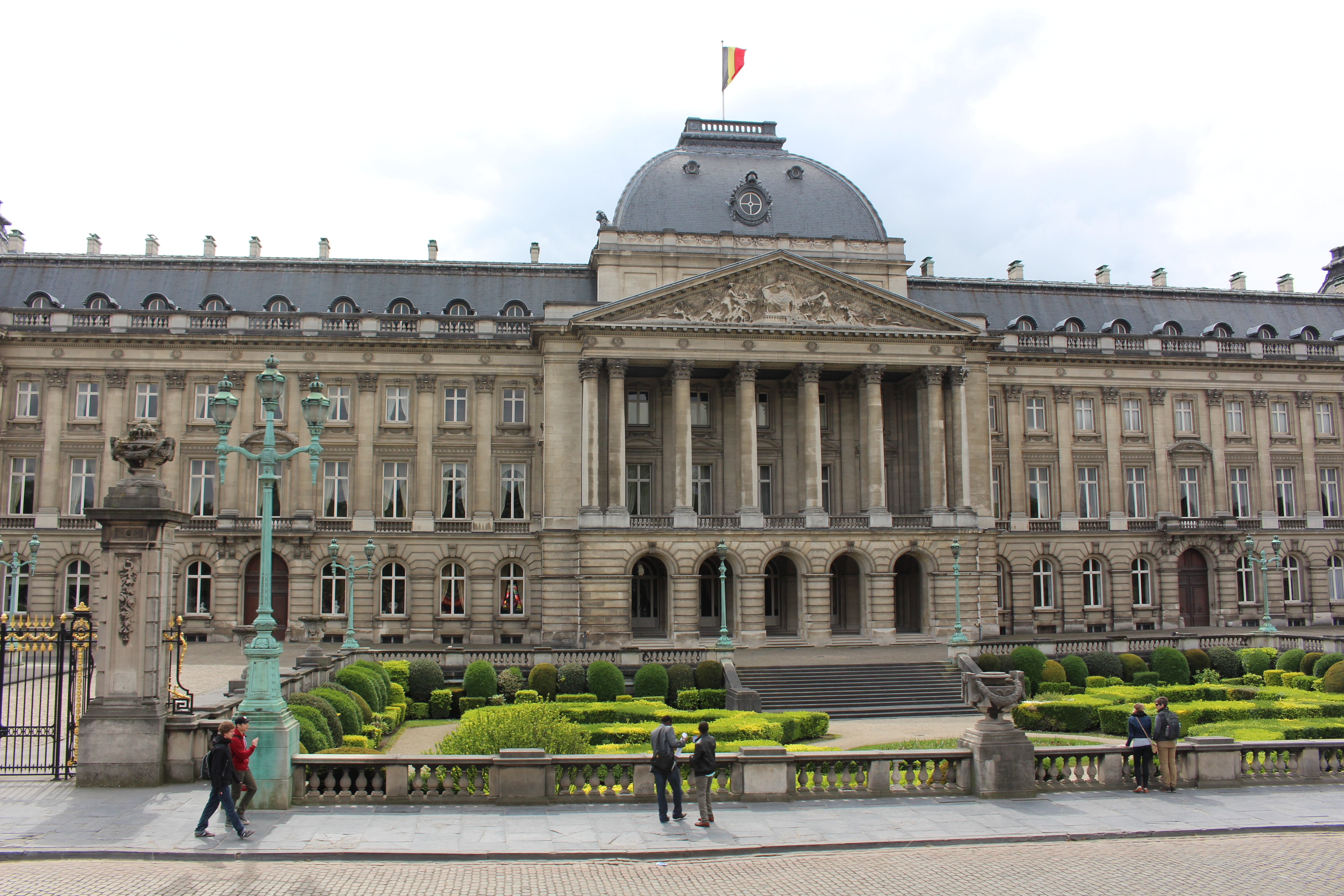
Palais Royal de Bruxelles. Le lieu où s'est tenue la conférence.

La conférence géographique de Bruxelles s'est tenue le 12 septembre 1876, au palais royal de Bruxelles. Elle fut organisée à l'initiative du roi Léopold II officiellement dans un double but, lutter contre la traite des Noirs ainsi que de permettre l'exploration scientifique de territoires inconnus afin d'y implanter la civilisation.
Elle marque également la création de l'association internationale africaine qui organisera les futures explorations dans le bassin du Congo.

## Contexte
La conférence s'inscrit dans la nouvelle vague d’impérialisme colonial. À l'époque, les nations étaient en compétition constante pour développer leurs territoires d'outre-mer ainsi que pour étendre leur sphère d'influence. "Durant de longues années, l'intérieur du continent africain, souvent difficile d'accès, n'a pas intéressé les puissances européennes qui se contentaient d'y établir des escales ou des comptoirs de commerce. Dans la seconde moitié du XIXe siècle, l'appétit des puissances européennes est stimulé par la découverte de richesses insoupçonnées." C'est donc en Afrique que se concentre la majorité des projets d'exploration scientifiques préalables à l'établissement d'une colonie. Ainsi, les rapports de ces explorations déclaraient l'abondance et l'accessibilité des richesses qui, en plus de représenter une manne économique, constitue la base matérielle de la civilisation
Après de nombreux voyages, Léopold II désirait que son royaume possède une colonie afin de se mettre à égal avec les autres puissances occidentales. Celles-ci devaient fournir diverses matières premières et participer au développement économique du royaume de Belgique. "II va donc participer ardemment et par tous les moyens à ce mouvement d’expansion et ce, malgré l’indifférence voire l’hostilité que manifeste l’opinion publique belge à l’égard de ses visées expansionnistes". Il regarda tout d’abord du côté de l’extrême-orient mais après plusieurs échecs, il concentra ses efforts sur l’Afrique en y voyant une occasion de concrétiser son rêve d’expansion en devançant les autres grandes nations.

## Liste des participants
Parmi les participants à la Conférence géographique de Bruxelles, on retrouve de nombreux scientifiques (géographes), des explorateurs, des philanthropes, mais aussi de nombreux hommes d'état venus représenter leur Nation. Parmi les participants il y a :
Pour l'Allemagne :
- MM. le baron de Richthofen, président de la Société de Géographie de Berlin ;
- le D r G. Nachtigal ;
- le D r G. Rohlfs, conseiller de la cour de Prusse ;
- le D r G. Schweinfurth.

Pour l'Autriche-Hongrie :
- MM. le baron de Hofmann, conseiller intime, ministre des finances de l'Empire ;
- le comte Ed. Zichy, conseiller privé ;
- MM. le D r F. de Hochstetter, conseiller de Cour, professeur à l'Institut supérieur des Arts et Manufactures, président de la Société de Géographie de Vienne ;
- le lieutenant en 1er A. Lux.

Pour la Belgique :
- MM. le baron Auguste Lambermont, ministre plénipotentiaire, secrétaire général du ministère des Affaires Étrangères ;
- E. Banning, directeur au ministère des Affaires Étrangères ;
- Emile de Borchgrave, conseiller de légation ;
- A. Couvreur, membre de la Chambre des représentants ;
- le comte Goblet d'Alviella, membre du Conseil provincial du Brabant ;
- E. James, professeur à l'Université de Bruxelles ;
- E. de Laveleye, professeur à l'Université de Liège ;
- J. Quairier, directeur à la Société Générale ;
- Ch. Sainctelette, membre de la Chambre des représentants ;
- T. Smolders, membre de la Chambre des représentants, professeur à l'Université de Louvain ;
- J. Van Biervliet, avocat ;
- L. Van den Bossche, conseiller de légation ;
- J. Van Volxem.

Pour la France :
- MM. le vice-amiral baron de la Roncière-le Noury, sénateur, président de la Société de Géographie de Paris ;
- MM. Maunoir, secrétaire général de la Société de Géographie de Paris ;
- H. Duveyrier, secrétaire adjoint de la Société de Géographie de Paris ;
- le marquis Victor de Compiègne.

Pour la Grande-Bretagne :
- Sir Henry Bartle Frere, vice-président du Conseil de l'Inde ;
- Sir Rutherford Alcock, ministre plénipotentiaire, président de la Société de Géographie de Londres ;
- Le major-général sir Henry Rawlinson, membre du Conseil de l'Inde ;
- Le contre-amiral sir Léopold Heath ;
- Le lieutenant-colonel J.-A. Grant ;
- Le commander Verney Lovett Cameron ;
- M.-W. Mackinnon ;
- Sir T. Fowell Buxton ;
- Sir J. Kennaway ;
- Sir Harry Verney.

Pour l'Italie :
- M. le commandeur G. Negri, ministre plénipotentiaire.

Pour la Russie :
- M. Piotr Semionov-Tian-Chanski, président du Conseil de statistique, vice-président de la Société de Géographie de Saint-Pétersbourg.

## Déroulement de la conférence
Le 12 septembre 1876, Léopold II organise au palais royal de Bruxelles, une conférence géographique consacrée à l’Afrique. Y sont conviés des géographes, des explorateurs, des philanthropes et autres personnalités de différentes nationalités connues pour l’intérêt qu’ils portent au continent noir. Le roi des Belges inaugura la Conférence par ces quelques mots :  « "(...)Je me suis donc laissé aller à croire qu'il pourrait entrer dans vos convenances de venir discuter et préciser en commun, avec l'autorité qui vous appartient, les voies à suivre, les moyens à employer pour planter définitivement l'étendard de la civilisation sur le sol de l'Afrique centrale; de convenir de ce qu'il y aurait à faire pour intéresser le public à votre noble entreprise et pour l'amener à y apporter son obole. Car, Messieurs, dans les œuvres de ce genre, c'est le concours du grand nombre qui fait le succès, c'est la sympathie des masses qu'il faut solliciter et savoir obtenir." »

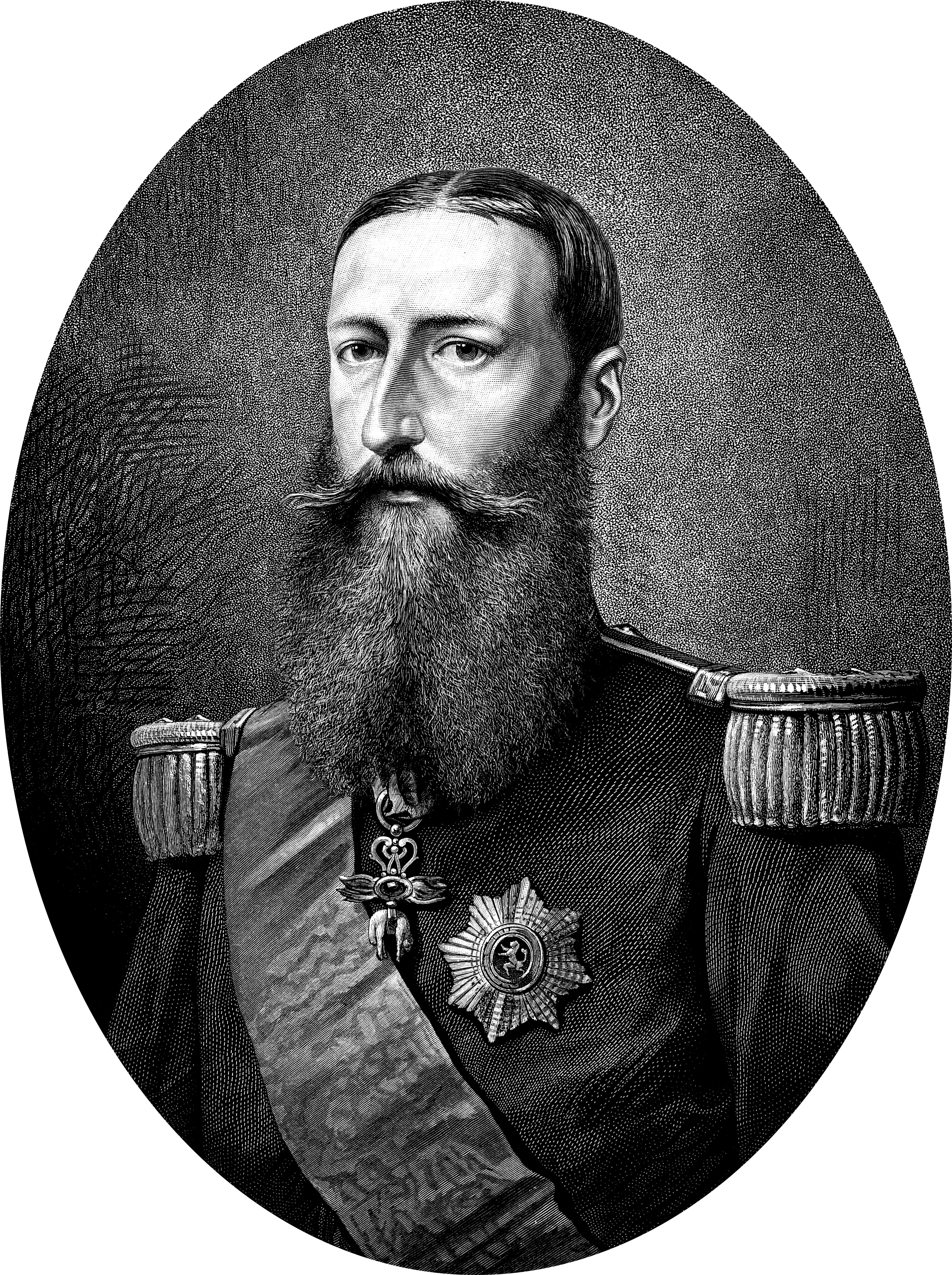
Léopold II, Roi des Belges. C'est sous son impulsion qu'eu lieu la Conférence géographique de Bruxelles.

- Léopold II, Roi des Belges lors de son discours d'inauguration. Léopold II suggère aux participants la mise en œuvre d’un organisme, l’Association Internationale Africaine, qui aura pour objectif de coordonner les efforts déployés. Le but étant d’explorer scientifiquement les régions inconnues de ce continent, d’y faciliter la pénétration de la civilisation par la création de nouveaux passages et de trouver des solutions pour éradiquer la traite des nègres en Afrique[2].

C'est donc officiellement un but philanthropique, pacifique et une volonté de développer la civilisation qui anime la conférence. Toutefois la conférence a eu pour seule réelle ambition la création de stations scientifiques qui jetteraient les bases d'un contrôle de la région et qui ouvriraient la voie à un futur développement économique,.
« 
Cette conférence eut une portée très limitée sur le plan géographique. Cependant, elle marque l’entrée en scène de Léopold II en Afrique. Elle est à l’origine, du moins en partie, de la création de l’État Indépendant du Congo, car la conférence de géographie et ensuite l’Association Internationale Africaine ont donné à Léopold II son image, l’image d’un souverain philanthrope, et celle-ci l’aidera puissamment lorsque, en Afrique, il s’occupera de tout autre chose que de philanthropie
 »
— Élise Henry

## Conséquences
La conférence géographique a permis à Léopold II d'implanter durablement, à travers l'association internationale africaine qu'il dirigeait officieusement, les bases d'une exploitation commerciale qui se substituera à une réelle souveraineté politique par la suite.
Les conséquences territoriales qui découlèrent de la conférence amenèrent les diverses puissances européennes à résoudre les soucis liés aux délimitations des frontières. Ceux-ci furent réglés au cours de la conférence de Berlin (1884-1885).